# Culex adairi
Culex adairi är en tvåvingeart som beskrevs av James Barrie Kirkpatrick 1926. Culex adairi ingår i släktet Culex och familjen stickmyggor. Inga underarter finns listade i Catalogue of Life.